# Doboka (Kolozs megye)
Doboka (románul Dăbâca, németül Dobeschdorf) falu Romániában, Erdélyben, Kolozs megyében, az azonos nevű község központja.

## Fekvése
Kolozsvártól 41 km-re északra fekszik, a Lóna-patak völgyében. Kendilóna és Lónapoklostelke tartozik hozzá.

## Nevének eredete
Neve a régi magyar Doboka személynévből származik. Nevét Doboka vezérről kapta, aki Csanádnak, Szent István unokatestvérének apja volt.

## Története
Vára államalapítás kori földvár volt, az egykori Doboka vármegye székhelye. 1068-ban innen indult Salamon király Géza és László hercegekkel a besenyők ellen a cserhalmi csatába. Utolsó várnagyát Izabella királyné idejében említik. Valószínűleg a 16.- 17. századig lakták, sorsa ismeretlen. A vár régészeti feltárása az 1940-es évek elején kezdődött, 1960-ban a vár sáncát 2 m magasságban helyreállították. A középkori falu a mai település központjától mintegy másfél kilométer távolságban feküdt.
Az 1876-os megyerendezéstől a trianoni békeszerződésig Szolnok-Doboka vármegye Szamosújvári járásához tartozott. 1910-ben 1232, többségben román lakosa volt, jelentős magyar kisebbséggel. 1992-ben a több faluból álló község egészének 1925 lakosából 1672 román, 143 magyar, 108 cigány és 2 német volt. Magának Dobokának 2006-ban mintegy 800 lakosa volt, köztük mintegy tucatnyian magyarok. Az utóbbiak a faluban már az 1700-as évek elejétől szórványban éltek, a többségüket alkotó reformátusság létszáma az elmúlt évszázadokban a 100 főt tartósan sohasem haladta meg. 1944 októberében a román csapatok bevonulásakor nagy csapások érték a település magyar közösséget, a református lelkészt is ekkor űzték el. Az elmúlt évtizedekben az asszimiláció, elvándorlás és ez elöregedés apasztotta tovább a dobokai magyarok létszámát.

## A református templom
A ma is álló dobokai református templom viszonylag fiatal: 1742-ben építtette Káli Kun István
özvegye, Keserű Zsófia. Ha azonban megtekintjük a templom formáját, tipikus középkori formát figyelhetünk meg. Ez nem véletlen.
Doboka, az egykori vármegyeközpont egykor jelentős település volt, két középkori temploma is volt.
A régebbi – a 13. század eleji – Szent Erzsébet templom a vár közelében állott és 1730 körül pusztult el, az unitárius gyülekezet elfogytával. Romjait Kornis gróf magtárrá alakította.
A másik – az egykori Boldogasszony-templom – a reformátusok használatába került, de az 1700-as évek elején már romos állapotban volt. Ez utóbbi templom formáját követve, és részben köveit felhasználva épült a jelenlegi templom. Feltehetően a Boldogasszony-templomból származik a templom reneszánsz ajtókerete is. A templomot 1867-ben megújították.
A templom hajója egyszerű síkmennyezetű, a szentély a nyolcszög felével záródó, boltozott. A külső támpillérek közül több erősen rongált állapotú. Barokkos jelleget mutatnak a padok és a fa huszártorony bádogteteje. 2006-ban Kolozsi János kurátorsága alatt felújították (teljes tetőcsere).

## Híres lakói
A községben vett birtokot, és itt is halt meg Hodor Károly (1796–1851) Doboka vármegye táblabírája, a reformkor kiváló, nagyműveltségű tudósa, aki 1837-ben megjelentette Doboka vármegye leírását.
Ebben a korban, 1827 és 1835 között volt református lelkész Dobokán a népdalgyűjtő és egyháztörténész Almási Sámuel, (1807–1875) kinek kéziratban maradt népdalgyűjteménye a magyar népzenekincs egyik fontos forrása.

## Lásd még
- Doboka-vár
- Doboka vármegye